# Горные реки

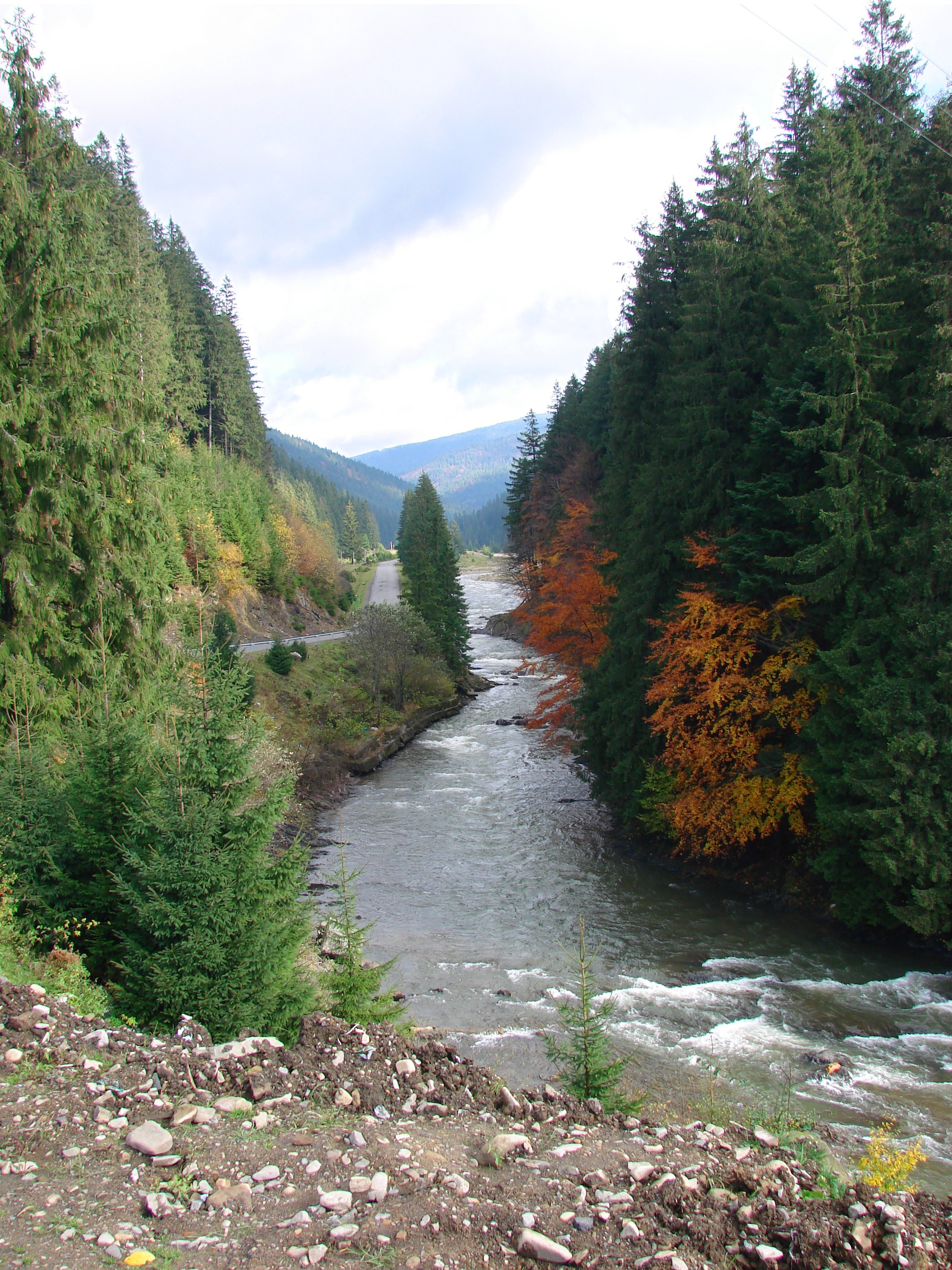
Горная река в Карпатах.

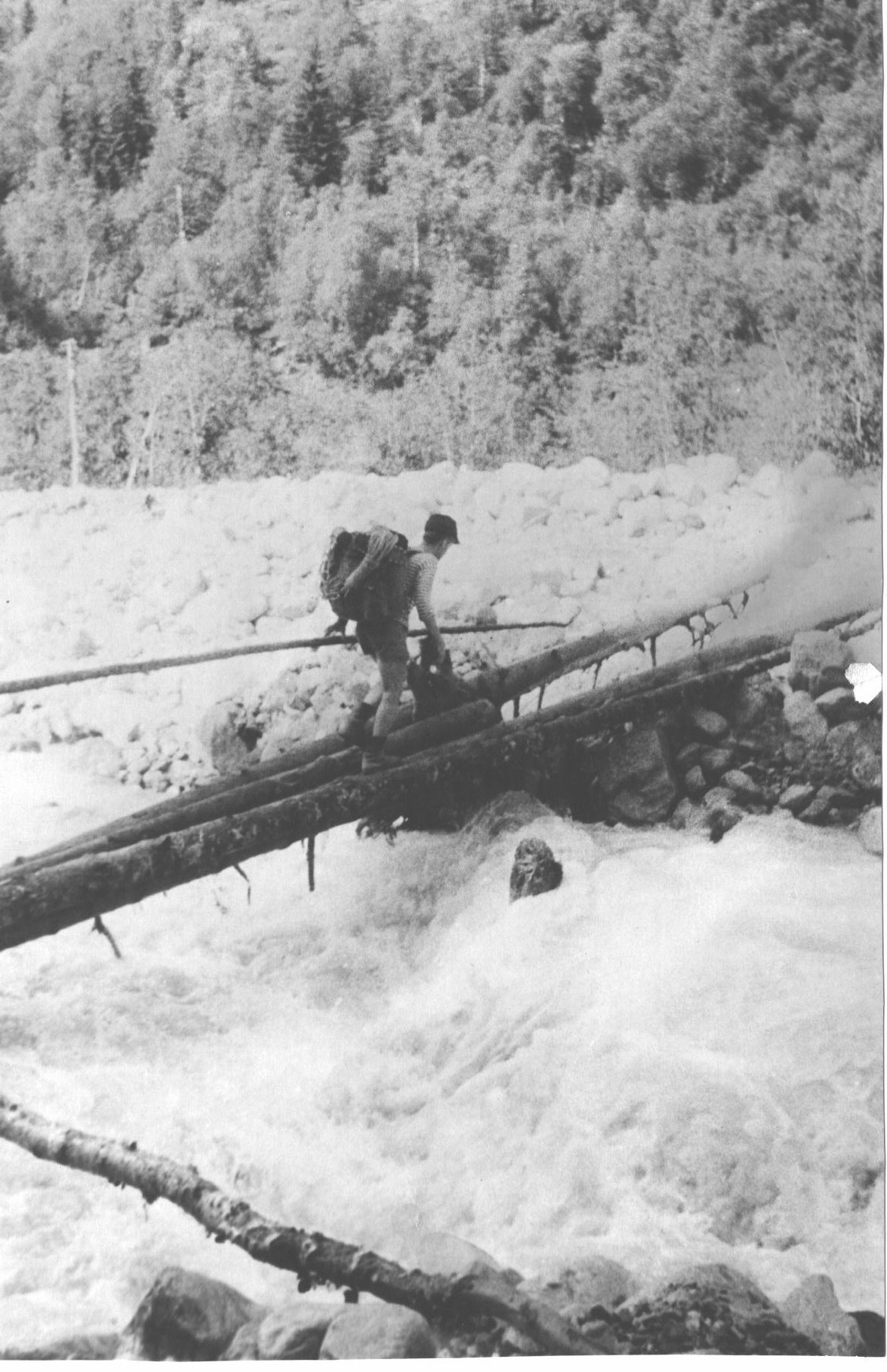
Горная река на Кавказе.

Горные реки — реки, протекающие в горах, в узкой, глубокой долине с крутыми берегами и каменистым руслом, загроможденным обломками горных пород.
Для горных рек характерны большой уклон, высокая скорость течения, незначительные глубины, частые пороги и водопады, размывные процессы. Уклон горных рек составляют 60—80 м/км в верховьях и 5—10 м/км в низовьях. Скорость течения — от 1 до 4,5 м/сек и более.
На территории Украины насчитывается более 28 000 горных рек, из них в Украинских Карпатах — 28 000, общая длина которых 55 000 км. В Крымских горах — более 1600 рек, общей протяженностью около 6000 км.
Горные реки имеют большой гидроэнергетический потенциал, в аридных условиях часто используются для орошения.

## Фотографии горных рек

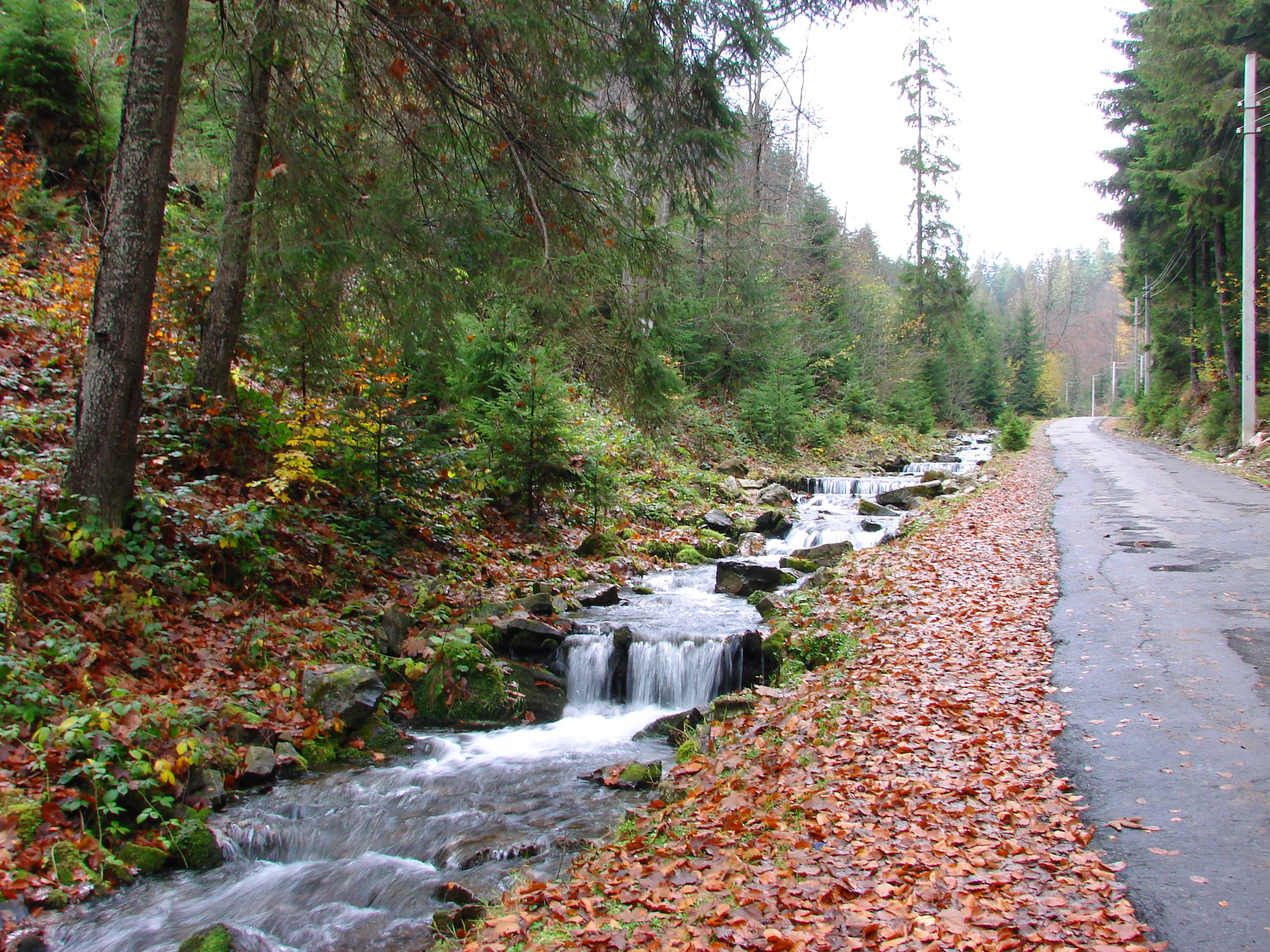
Горная река близ истока
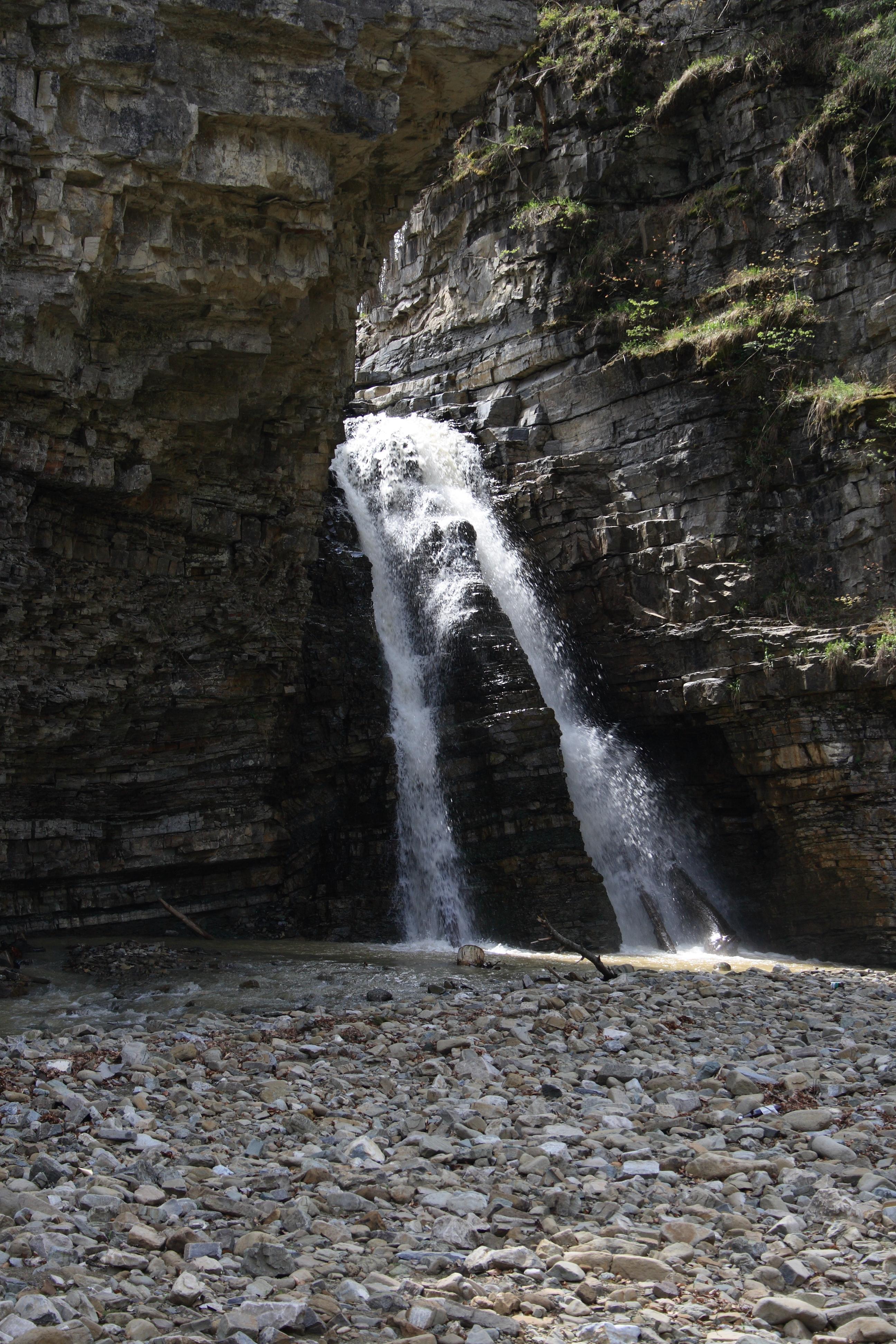
Бухтивецкий водопад
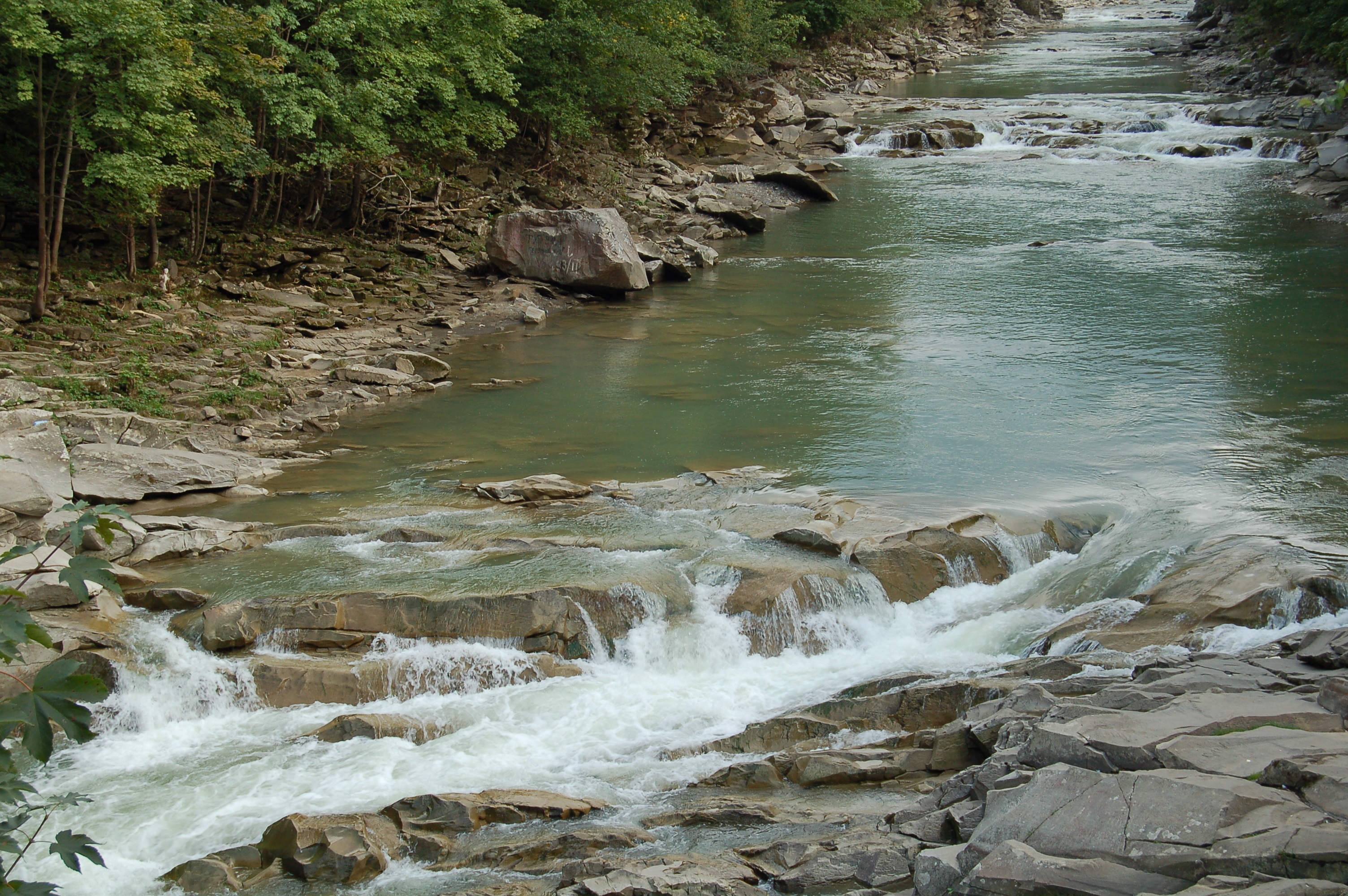
Прут близ Яремче
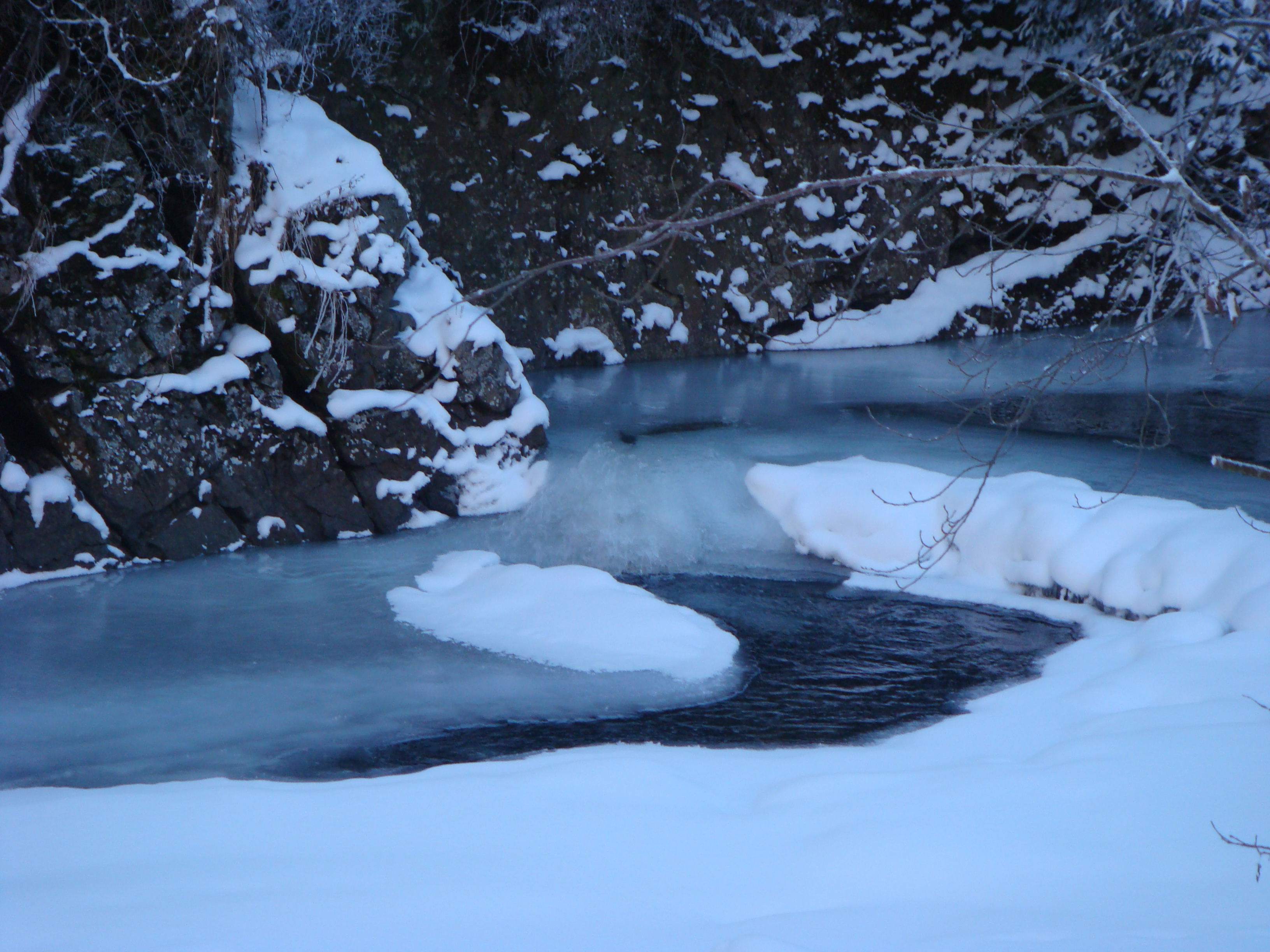
Горная река зимой